# Lachenalia unifolia
Lachenalia unifolia är en sparrisväxtart som beskrevs av Nikolaus Joseph von Jacquin. Lachenalia unifolia ingår i släktet Lachenalia och familjen sparrisväxter.

## Underarter
Arten delas in i följande underarter:
- L. u. schlechteri
- L. u. unifolia
- L. u. wrightii